# Вулиця Щепкіна (Львів)
Ву́лиця Ще́пкіна — невелика вулиця у Галицькому районі міста Львова, неподалік від історичного центру. Сполучає вулиці Огієнка та Богдана Лепкого.

## Назва
- 1898 — 1934 роки — Неціла.
- 1934 — липень 1944 років — Коссака, на честь польського художника Юліуша Коссака.
- липень 1944 — 1950 років — повернена передвоєнна назва — Неціла[4].
- від 1950 року — сучасна назва, вулиця Щепкіна, на честь українського актора, визначного діяча української та російської театральної сцени Михайла Щепкіна[5].

## Забудова
В архітектурному ансамблі вулиці Щепкіна присутні класицизм та історизм. Будинок під № 5 внесений до Реєстру пам'яток архітектури місцевого значення.

### Будинки
- № 4 — на початку XX століття в будинку містився продаж дерева Лейзора Ґолдхммера[7]. Нині тут міститься міжнародний координаційний антитерористичний комітет.
- № 5 — будинок збудований у 1910-х роках. У той час в будинку мешкав адвокат Міхал Задерецький[8]. За радянських часів в будинку містився кореспондентський пункт газети «Известия»[9]. Нині тут розташований хостел «Комфорт плюс». Будинок внесений до реєстру пам'яток архітектури місцевого значення під охоронним № 1104-м[3].
- № 6 — на початку XX століття в будинку мешкали власник іпотечного бюро А. Ерліх, адвокат Сауль Вальдман[10].